# ویلیام کمرون مینزیز
ویلیام کمرون مینزیز (انگلیسی: William Cameron Menzies؛ ۲۹ ژوئیهٔ ۱۸۹۶ – ۵ مارس ۱۹۵۷) یک کارگردان هنری، و طراح تولید اهل ایالات متحده آمریکا بود.
وی همچنین برنده جوایزی همچون جایزه اسکار افتخاری شده‌است.

## فیلم‌شناسی
Additional کارگردانی هنری
- The Iron Mask (1929)
- شاهد (۱۹۲۹)
- محکوم (۱۹۲۹)
- خروس (1929) (set decoration, credited as "settings")
- Puttin' on the Ritz (1930)
- آلیس در سرزمین عجایب (1933; also co-wrote screenplay)

Additional طراح صحنه
- Made for Each Other (1939)
- شهر ما (۱۹۴۰)
- The Devil and Miss Jones (1941)
- غرور یانکی‌ها (۱۹۴۲)
- ردیف پادشاهان (۱۹۴۲)
- زنگ‌ها برای که به صدا در می‌آیند (۱۹۴۳)
- طاق نصرت (۱۹۴۸)
- Invaders from Mars (1953)

برگزیده کارگردانی
- Things to Come (1936)
- Conquest of the Air (1936, در عنوان بندی نیامده co-director)
- The Green Cockatoo (1937)
- The Thief of Bagdad (1940, در عنوان بندی نیامده)
- The Whip Hand (1951)
- Address Unknown (1944)
- دوئل زیر آفتاب (1946, uncredited)
- Drums in the Deep South (1951)
- The Maze (1953)
- Invaders from Mars (1953)